# World Championship Tennis

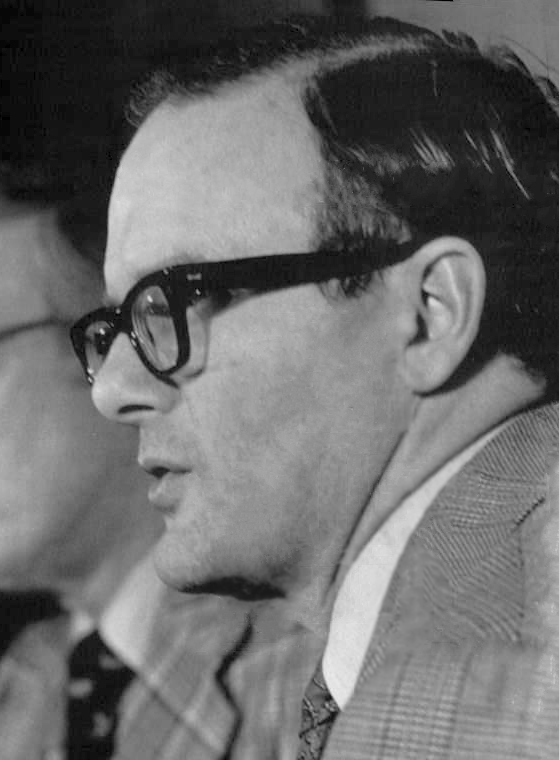
Il co-fondatore del WCT Lamar Hunt nel 1972

Il World Championship Tennis (WCT) è stato un circuito di tornei maschili riservato a tennisti professionisti, iniziato nel 1968 e terminato nel 1990. Del circuito facevano parte vari tornei affiliati sparsi per il mondo e i giocatori che vi partecipavano erano inclusi in uno speciale ranking WCT stilato sulla base dei risultati raggiunti in questi tornei.

## Storia
Il World Championship Tennis fu fondato nell'ottobre del 1967 dal magnate del petrolio Lamar Hunt di Dallas e dal procuratore sportivo di New Orleans David Dixon. Inizialmente il WCT firmò contratti con i migliori dilettanti di quel periodo, i cosiddetti "fantastici otto" Dennis Ralston, John Newcombe, Tony Roche, Cliff Drysdale, Earl Buchholz, Niki Pilić, Roger Taylor e Pierre Barthes. Particolarmente significative furono le firme di Ralston, il miglior giocatore statunitense di allora, e di Newcombe, campione al torneo di Wimbledon 1967. Si ritiene che l'acquisizione di questi grandi giocatori da parte del WCT sia stato il motivo per il quale a fine anno la Federazione britannica annunciò l'ammissione dei giocatori professionisti al successivo torneo di Wimbledon, dando il via all'era Open del tennis. Nei primi mesi di esistenza del WCT, Hunt rilevò le quote azionarie di Dixon e assunse il pieno controllo dell'azienda.
I primi eventi WCT organizzati in modo caotico alla fine del 1967 e all'inizio del 1968 furono disputati tra i "fantastici otto" e non ebbero un grande successo finanziario, con perdite che arrivarono a 125.000 dollari. Fin dall'inizio il WCT ebbe contenziosi con le organizzazioni professionistiche concorrenti e dovette affrontare la puntigliosa resistenza delle federazioni nazionali. Secondo il fondatore Hunt, già nel 1969 il bilancio economico era in parità. Il primo vero torneo Open con la partecipazione di giocatori del WCT fu disputato nell'aprile 1968 ai British Hard Court Championships di Bournemouth.
Fino ad allora il tennis non aveva avuto grande copertura televisiva, nel 1968 Lamar ingaggiò come direttore esecutivo l'ex tennista professionista Mike Davies, che si rivelò precursore dei tempi e grande innovatore. Firmò ricchi contratti con importanti emittenti televisive e sponsor – attratti dal nome di Lamar e da quello che aveva fatto per il football americano – organizzò inoltre tornei in grandi stadi di grandi città che non avevano mai ospitato importanti eventi tennistici e la disciplina acquisì una nuova dimensione e un numero crescente di appassionati. Altre importanti innovazioni che avrebbe introdotto Davies furono il tie-break, la regola dei 30 secondi tra ogni punto e quella dei 90 secondi al cambio di campo ogni due game (che diede la possibilità di inserire spot pubblicitari), il permesso ai tennisti di indossare abiti colorati al posto dei tradizionali completi bianchi e la sostituzione delle palle da gioco bianche con quelle gialle, molto più evidenti nelle riprese televisive. I finanziamenti di Lamar, gli introiti pubblicitari e la cessione dei diritti televisivi fecero aumentare i montepremi e i bonus dei vari tornei, attirando nuovi tennisti. L'organizzazione incoraggiò inoltre il pubblico ad acclamare i giocatori invece di limitarsi ai tradizionali educati applausi che avevano fino ad allora caratterizzato gli eventi tennistici.
Nel 1970 furono messi sotto contratto altri importanti tennisti come Marty Riessen, Ray Moore, Tom Okker e Arthur Ashe e il WCT assorbì la National Tennis League, serie di circuiti concorrente che vedeva tra le sue file Rod Laver, Ken Rosewall, Andrés Gimeno, Pancho Gonzales, Roy Emerson e Fred Stolle. Quell'anno Davies organizzò il primo tour milionario nella storia del tennis, composto da 20 tornei ai quali parteciparono 32 giocatori sotto contratto con il WCT che ricevettero ognuno 50.000 dollari. L'ex professionista e membro fondatore dell'ATP World Tour Jim McManus avrebbe in seguito definito le "World Championship of Tennis Series" "probabilmente il più grande traguardo raggiunto nel tennis".
Nel 1971 i tornei salirono a 21, inclusi gli Australian Open e per quella stagione Davies lanciò anche il prestigioso torneo di fine anno del WCT tra i migliori 8 giocatori della stagione, che si disputò circa due settimane prima dei Masters, il torneo equivalente del principale concorrente Grand Prix. La stagione successiva il torneo di fine anno fu spostato in primavera a Dallas per ragioni commerciali e prese il nome WCT Finals. Grazie ai vantaggiosi contratti televisivi, la finale delle WCT Finals 1972 tra Ken Rosewall e Rod Laver fu un evento memorabile organizzato con grande professionalità e ottenne un successo senza precedenti, con un record di oltre 21 milioni di telespettatori.
Nell'aprile 1972 era stato siglato un accordo tra l'ILTF e il WCT con cui a partire dalla stagione 1973 il circuito del WCT si tenne da gennaio a maggio e quello del Grand Prix nei restanti mesi dell'anno. Nel 1978 il circuito si fuse con il Grand Prix e si separò nuovamente nel 1982, l'annuncio del ritiro del WCT e il nuovo calendario per il 1982 fu dato nell'aprile 1981 da Lamar Hunt che accusò il Men's Professional Council, l'organo amministratore del Grand Prix, di aver posto troppe restrizioni ai tornei WCT. La disputa tra le due organizzazioni fu risolta nel novembre 1983 con un accordo che portò al reintegro dei tornei WCT nel circuito Grand Prix a partire dal 1985.. Con la prima edizione dell'ATP Tour programmata per il 1990, il 1989 fu l'ultima stagione sia per il circuito Grand Prix sia per il WCT, che si sciolse nel 1990 dopo la disputa dell'ultima isolata edizione del WCT Tournament of Champions.

### Tornei
Di seguito l'elenco dei tornei che hanno fatto parte della categoria attuale.
| Torneo                                   | Nazione                                                 | Città                                                      | Prima edizione | Periodo come WCT     | Superficie                                           |
| ---------------------------------------- | ------------------------------------------------------- | ---------------------------------------------------------- | -------------- | -------------------- | ---------------------------------------------------- |
| Richmond Open                            | Stati Uniti                                             | Richmond                                                   | 1966           | 1972-1984            | Sintetico indoor                                     |
| Rothmans International London            | Regno Unito                                             | Londra                                                     | 1970           | 1973-1975; 1977      | Sintetico indoor                                     |
| St. Louis WCT                            | Stati Uniti                                             | Saint Louis                                                | 1970           | 1970-1978            | Sintetico indoor                                     |
| Casablanca WCT                           | Marocco                                                 | Casablanca                                                 | 1970           | 1970                 | Terra rossa                                          |
| Vancouver WCT                            | Canada                                                  | Vancouver                                                  | 1970           | 1970-1973            | Sintetico indoor                                     |
| Chicago WCT                              | Stati Uniti                                             | Chicago                                                    | 1971           | 1982                 | Sintetico indoor                                     |
| Carolinas International Tennis           | Stati Uniti                                             | Charlotte                                                  | 1971           | 1972-1977            | Terra verde                                          |
| Quebec WCT                               | Canada                                                  | Quebec                                                     | 1971           | 1972-1973            | Cemento indoor                                       |
| WCT Finals                               | Stati Uniti                                             | Dallas                                                     | 1971           | 1971-1989            | Sintetico indoor                                     |
| Baltimore Open                           | Stati Uniti                                             | Baltimora                                                  | 1972           | 1982                 | Sintetico indoor                                     |
| Houston Open                             | Stati Uniti                                             | Houston Open                                               | 1972           | 1972-1977; 1982-1984 | Terra verde                                          |
| Denver Open                              | Stati Uniti                                             | Denver                                                     | 1972           | 1972-1976            | Sintetico indoor                                     |
| Montreal WCT                             | Canada                                                  | Montreal                                                   | 1972           | 1972                 | Sintetico indoor                                     |
| Redwood Bank Pacific Coast Championships | Stati Uniti                                             | Alamo                                                      | 1972           | 1972                 | Cemento                                              |
| Essen International                      | Germania                                                | Essen                                                      | 1972           | 1972                 | Sintetico indoor                                     |
| Swedish Pro Tennis Championships         | Svezia                                                  | Göteborg                                                   | 1972           | 1972-1973            | Sintetico indoor                                     |
| La Costa Open                            | Stati Uniti                                             | La Costa                                                   | 1973           | 1973-1975; 1982      | Cemento                                              |
| Washington Indoor                        | Stati Uniti                                             | Washington                                                 | 1973           | 1973-1976            | Sintetico indoor                                     |
| Munich WCT                               | Germania                                                | Monaco di Baviera                                          | 1973           | 1973-1983            | Sintetico indoor                                     |
| St. Petersburg WCT                       | Stati Uniti                                             | Saint Petersburg                                           | 1974           | 1974-1975            | Cemento                                              |
| Hempstead WCT                            | Stati Uniti                                             | Hempstead                                                  | 1974           | 1974                 | Cemento                                              |
| Barcelona WCT                            | Spagna                                                  | Barcellona                                                 | 1974           | 1974-1976            | Sintetico indoor                                     |
| Sao Paulo WCT                            | Brasile                                                 | Sao Paulo                                                  | 1974           | 1974-1976            | Sintetico indoor                                     |
| Palm Desert WCT                          | Stati Uniti                                             | Palm Desert                                                | 1974           | 1974                 | Cemento                                              |
| New Orleans WCT                          | Stati Uniti                                             | New Orleans                                                | 1974           | 1974                 | Sintetico indoor                                     |
| WCT Orlando Classic                      | Stati Uniti                                             | Orlando                                                    | 1974           | 1974-1975            | Cemento                                              |
| San Antonio WCT                          | Stati Uniti                                             | San Antonio                                                | 1975           | 1975                 | Cemento                                              |
| US Indoor Open                           | Stati Uniti                                             | Memphis                                                    | 1975           | 1975-1976            | Sintetico indoor                                     |
| Stockholm WCT                            | Svezia                                                  | Stoccolma                                                  | 1975           | 1976                 | Sintetico indoor                                     |
| Columbus WCT                             | Stati Uniti                                             | Columbus                                                   | 1976           | 1976                 | Sintetico indoor                                     |
| Indianapolis WCT                         | Stati Uniti                                             | Indianapolis                                               | 1976           | 1976                 | Sintetico indoor                                     |
| Lagos Open                               | Nigeria                                                 | Lagos                                                      | 1976           | 1976-1991            | Sintetico indoor                                     |
| WCT Challenge Cup                        | Stati Uniti, Stati Uniti, Stati Uniti, Giamaica, Canada | Honolulu, Las Vegas, Montego Bay, Montréal                 | 1976           | 1976-1980            | Sintetico indoor                                     |
| Rome WCT                                 | Italia                                                  | Roma                                                       | 1976           | 1976                 | Sintetico indoor                                     |
| Mexico City WCT                          | Messico                                                 | Città del Messico                                          | 1976           | 1976-1978            | Cemento                                              |
| WCT Tournament of Champions              | Stati Uniti, Porto Rico                                 | Lakeway / New York;Forest Hills; Las Vegas; Dorado         | 1977           | 1977-1989            | Terra verde, Sintetico indoor, Cemento               |
| WCT Invitational                         | Stati Uniti                                             | Forest Hills (1978-1979) Salisbury (1980-1981)             | 1978           | 1978-1981            | Terra verde (1978-1979) Sintetico indoor (1980-1981) |
| Hartford WCT                             | Stati Uniti                                             | Hartford                                                   | 1978           | 1978;1982            | Sintetico indoor                                     |
| Delray Beach WCT                         | Stati Uniti                                             | Delray Beach                                               | 1982           | 1982-1983            | Terra rossa                                          |
| Genoa WCT                                | Italia                                                  | Genova                                                     | 1982           | 1982                 | Sintetico indoor                                     |
| Strasbourg WCT                           | Francia                                                 | Strasbourg                                                 | 1982           | 1982                 | Sintetico indoor                                     |
| Zurich WCT                               | Svizzera                                                | Zurigo                                                     | 1982           | 1982                 | Sintetico indoor                                     |
| WCT Spring Finals                        | Stati Uniti                                             | Hilton Head                                                | 1982           | 1982-1983            | Terra rossa                                          |
| Zell Am See WCT                          | Austria                                                 | Zell Am See                                                | 1982           | 1982                 | Terra rossa                                          |
| Cap d'Agde WCT                           | Francia                                                 | Cap d'Agde                                                 | 1982           | 1982                 | Terra rossa                                          |
| Los Angeles WCT                          | Stati Uniti                                             | Los Angeles                                                | 1982           | 1982                 | Sintetico indoor                                     |
| Amsterdam WCT                            | Paesi Bassi                                             | Amsterdam                                                  | 1982           | 1982                 | Sintetico indoor                                     |
| Dortmund WCT                             | Germania                                                | Dortmund                                                   | 1982           | 1982                 | Sintetico indoor                                     |
| Masters Doubles WCT                      | Canada, Messico, Stati Uniti, Stati Uniti, Regno Unito  | Montréal, Città del Messico, Kansas City, New York, Londra | 1986           | 1973-1986            | Sintetico indoor                                     |
| Detroit Open                             | Stati Uniti                                             | Detroit                                                    | 1988           | 1988                 | Sintetico indoor                                     |

## WCT Finals
Le WCT Finals, precursori delle attuali ATP Finals, furono inaugurate nel 1971 con i quarti di finale e le semifinali giocate a Houston, mentre la finale fu disputata al Moody Coliseum di Dallas, che ospitò poi l'intero torneo dal 1972 al 1979. Dal 1980 al 1989 le Finals furono disputate ancora a Dallas ma alla Reunion Arena con le sole eccezioni delle edizioni invernali del 1972 e del 1982 e di quella autunnale del 1982 che si tennero rispettivamente a Roma, Detroit e Napoli. Nel 1990 il suo formato sarebbe stato adottato anche per le Finals del neonato ATP Tour.